# 이나바 아쓰코
이나바 아츠코(稲葉貴子, 1974년 3월 13일 ~ )는 전 헬로! 프로젝트 멤버이자, 일본의 전 가수, 탤런트. 현역 시대에 소속해 있던 예능사무소는 요시모토 흥업→업프런트 에이전시(현 업프런트 프로모션). 애칭은 앗츄, 앗쨩(전 AKB48의 멤버 마에다 아츠코의 애칭과 같다.)이다.

## 특징
원래 오사카 퍼포먼스 돌(OPD)의 멤버로서 활동하고 있었다. 신장 151cm와 몸집이 작으면서, 화려한 댄스 퍼포먼스로 알려진다.
OPD 해산 후, 테레비도쿄「ASAYAN」의 오디션에 참가해, 시노다 미호, 코미나토 미와, RuRu와 함께 합격. 타이요토시스코문→T&C봄바에서는 센터 · 포지션으로서 활약. T&C봄바 해산 후도 최종적으로는 단 한명 하로프로에 남아, 동학년으로 최연장의 나카자와 유코를 지지하는 부지도자적 입장에서, 안무 지도나 콘서트의 MC 등이라고 한 숨은 공로자적 존재이며, 타멤버로부터 두꺼운 신뢰를 모으고 있었다.
- 「하로! 모닝구。」나「오하스타」에서는 모닝구무스메。의 노래의 댄스 강좌를 담당한 일도 있다.
- 역대 모닝구무스메。멤버를 제외한 하로프로 멤버에서는, 재적 기간이 최장이었다.
- 나카자와란, 같은 칸사이 사람으로서「아이돌을 찾아라!」에서 더블 MC를 맡고 있었던 시기도 있어, 친교는 깊다.

## 약력
- 1993년 4월, 오사카 퍼포먼스 돌(요시모토 흥업)에 가입.
- 1997년, 오사카 퍼포먼스 돌이 해산.
- 1999년 4월 21일, 타이요토시스코문으로 데뷔. 후에 T&C봄바에 개명.
- 2000년 10월 9일, T&C봄바 해산.
- 2001년, 요시모토 흥업으로부터 업프런트에 이적, 하로프로의 멤버의 안무나 코러스, 콘서트 MC 등을 담당.
- 2009년 3월 31일, 헬로! 프로젝트를 졸업.
- 2009년 10월 30일, 업프런트 에이전시와의 계약 종료, 향후는 관련 회사에서 스탭이 되는 것을 발표[1].

## 출연

### 텔레비전
- 천사의 U·B·U·G (1994년 ~ 1995년 3월, 후지테레비)
- 게임 카탈로그 2 (1995년 4월 ~ 9월, 테레비아사히 외)
- 아이돌을 찾아라! (2001년 4월 ~ 2002년 3월, 테레비도쿄계열)
- 신·미소녀 일기 (2001년 10월 ~ 12월, 테레비도쿄계열)
- 오하스타 (2002년 11월 ~ 12월, 테레비도쿄계열)
- 미소녀 일기 III「리틀 병원」(2003년 1월 ~ 3월, 테레비도쿄계열)

### 라디오
- 이마다 코지, 토우노 코지의 Come on FUNKY Lips! (1994년 ~ 1995년, 분카 방송)
- 갑작스레 이나바★아무쪼록 욧시 (2003년 4월 6일 ~ 2004년 3월 27일, CBC 라디오)
- TBC FUN 필드 모레츠 모대쉬 (2005년 6월 27일 ~ 7월 8일, 도호쿠 방송)

### 인터넷
- 제6회· 제16회 하로프로 비디오 채팅 (2005년 4월 22일 · 7월 11일, 헬로! 프로젝트 on 프렛츠)

### 영화
- 레즈파라 (1997년) - 성우
- 컨트리걸 홋카이도 목장이야기 (2000년 7월)
- 청춘 바카친 요리학원 (2003년 9월)

### 무대
- 극단 시니어그라피티 쇼와 가요 씨어터 종착역 (2006년)
- 극단 시니어그라피티 쇼와 가요 씨어터 세월의 흐름에 몸을 맡기고 (2006년)
- 에도로부터 착신!? ~타임 슬립 to 권외~ (2006년)
- 검랑 -KENROH- (2006년)
- 잘 수 없는 밤의 싸구려 술집 블루스 EPISODE1 ~상경편~ (2007년)
- 나를 토성에 따라는! ~RPG Fly Me To The Saturn~ (2007년)
- 극단 시니어그라피티 쇼와 가요 씨어터 도쿄 (2007년)

### 뮤지컬
- LOVE 센츄리 -꿈은 보지 않으면 시작되지 않는다- (2001년)
- 모닝타운 (2002년)
- 켄&메리의 메리켄 가루 온 스테이지! (2003년)
- 어서오세요 (2004년)
- Girl's Knight (2006년)

### 이벤트
- 야스다 케이 · 이나바 아츠코 · 아야카의 당일치기 버스 여행(2005년 3월 12일)
- 야스다 케이 · 이나바 아츠코 · 아야카의 1박 2일 버스 여행 in 나가노 (2005년 5월 14일 · 15일)
- 야스다 케이 · 이나바 아츠코 · 아야카의 1박 2일 버스 여행 in 나가노 Part2 (2006년 6월 10일 · 11일)
- 야스다 케이 · 이나바 아츠코 · 아야카의 1박 2일 버스 여행 in 나가노 Part3 (2007년 6월 2일 · 3일)
- 레스토랑 라이브 캐쥬얼 디너 쇼
- 팬클럽 한정 퍼시픽헤븐 이벤트

## 소속 유닛
- 오사카 퍼포먼스 돌 (1993년 ~ 1997년)
- 타이요토시스코문 (T&C봄바) (1999년 ~ 2000년)
- 셔플 유닛
  - 아오이로7 (2000년)
  - 7AIR (2003년)
  - H.P.올스타즈 (2004년)
  - 푸리푸리핑크 (2005년)